# Univerza v Leidnu
Univerza v Leidnu (nizozemsko Universiteit Leiden) s sedežem v mestu Leiden je najstarejša univerza na Nizozemskem. Univerzo je leta 1575 ustanovil Viljem I. Oranski, vodja nizozemskega upora v osemdesetletni vojni. Kraljeva nizozemska rodbina Orange-Nassau in leidenska univerza sta še vedno tesno povezani. Kraljici Juliana in Beatrix ter prestolonaslednik Willem-Alexander so študirali tukaj. Leta 2005 je Univerza kraljici Beatrix podelila redek častni doktorat.
Univerza v Leidnu ima šest fakultet, več kot 50 oddelkov in več kot 150 dodiplomskih programov. Ima izjemen mednarodni sloves in je leta 2011 po šanghajski lestvici zasedla 65. mesto. Univerza je povezana vsaj s šestnajstimi prejemniki Nobeleve nagrade. Med drugim je članica coimbrške skupine, Europaeuma in LERU.
Univerza gosti več kot 40 narodnih in mednarodnih raziskovalnih inštitutov.